# Christopher Repka
Christopher Repka (* 6. Oktober 1998 in Stará Ľubovňa) ist ein slowakischer Schachgroßmeister. Er gewann die slowakische Einzelmeisterschaft im Jahre 2017.

## Laufbahn
Seit 2016 trug Repka den Titel eines Internationalen Meisters, die erforderlichen Normen erfüllte er im Juli 2014 bei der slowakischen Einzelmeisterschaft in Prievidza, im Januar 2015 beim Marienbad Open sowie im Juni 2015 beim Mitropapokal in Mayrhofen. Dem folgte 2018 der Großmeistertitel, die erforderlichen Normen dafür erfüllte er bei drei Großmeisterturnieren im Juli 2015 in Banská Štiavnica, im April 2016 in Stará Ľubovňa sowie im Juli 2017 in Banská Štiavnica. Repka war damit der jüngste slowakische Großmeister, bis 2019 der Titel an Jerguš Pecháč (* 2001) verliehen wurde. Für die Slowakei nahm er an den Schacholympiaden 2016 und 2018 teil. In der slowakischen Extraliga spielte Repka von 2010 bis 2012 für den MŠK KdV Kežmarok, in der Saison 2012/13 und erneut in der Saison 2017/18 für ŠO TJ Slávia Košice, von 2013 bis 2016 für den ŠO ŠKM Angelus Stará Ľubovňa, mit dem er 2015 und 2016 slowakischer Mannschaftsmeister wurde, in der Saison 2016/17 für den Šachový klub Sabinov und in der Saison 2018/19 für CVČ VIX Mladosť Žilina. In der tschechischen Extraliga spielt Repka seit der Saison 2016/17 für den ŠK Rapid Pardubice, in der österreichischen Bundesliga spielte er in den Saisons 2016/17 und 2019/20 für den SK Bregenz und in der Saison 2017/18 für ASVÖ Pamhagen und in der britischen Four Nations Chess League in der Saison 2017/18 für White Rose.

## Sonstiges
Repka ist der Sohn der slowakischen IM Eva Repková und des libanesischen IM Fadi Eid.